# Editor de niveles

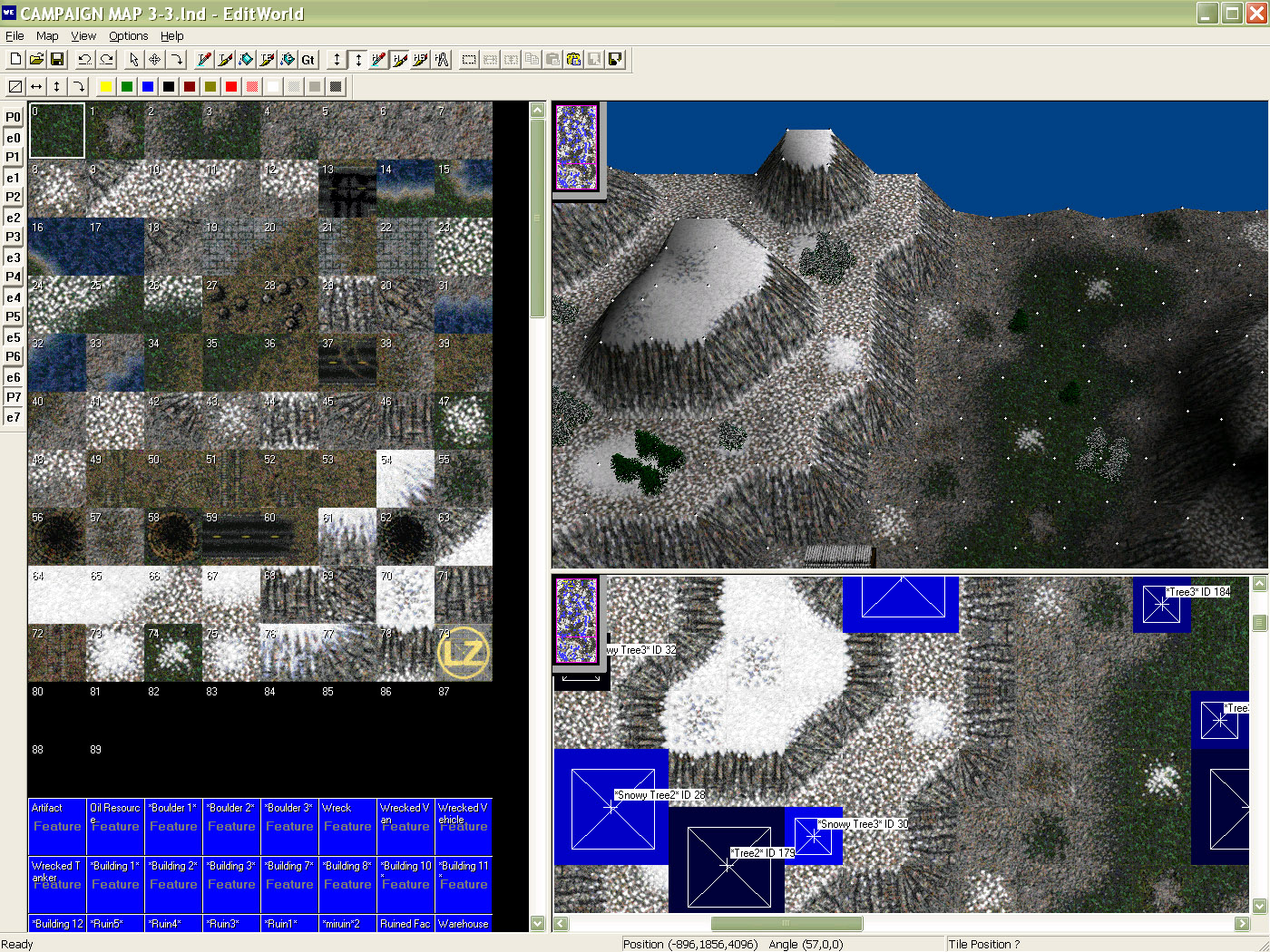
Editor de niveles del videojuego "Warzone 2100"

Un editor de niveles (también conocido como un editor de  mapas, campañas o escenarios) es una herramienta de software usada para diseñar niveles, mapas, campañas, mundos virtuales, etc., para un videojuego. Un usuario involucrado en la creación de niveles es un diseñador de niveles o un mapper.
En algunos casos el creador de un videojuego lanza un editor oficial de niveles para el juego, pero otras veces la comunidad de fans crea uno propio. El editor de niveles puede estar integrado en el propio juego; por ejemplo, un editor de pistas para un juego de carreras. Otras veces (la mayoría de ellas), el editor es una aplicación separada, así como la mayoría de los editores de niveles lanzados por fans.
Uno de los primeros juegos 3D que alcanzaron popularidad en parte por ofrecer un  editor de niveles y contenido hecho por la comunidad de usuarios fue Doom. La creación de varios editores de niveles hechos por terceros dio surgimiento al nacimiento de una comunidad en línea de intercambio de mapas hechos por los fans.
Un editor de niveles a menudo se limita a la creación de niveles solo para cierto motor de juego. Desarrollar un editor de niveles toma mucho tiempo y es más eficiente lanzar múltiples juegos usando el mismo motor que desarrollar un nuevo motor y un editor de niveles para cada nuevo juego. Los editores de niveles ofrecen cierto margen limitado para la creación de contenidos, pero en el caso de las soluciones de la industria del videojuego el alcance es muy grande lo que permite que un juego entero sea creado sin la necesidad de mucho apoyo de un equipo de programación. Para hacer en un juego cambios más grandes que simplemente añadir unos niveles, a veces es requerido un Kit de desarrollo de software, (SDK).
Uno de los casos más notables en cuanto a videojuego con editor de niveles fue el de la saga Neverwinter Nights, el cual incorporaba un editor llamado Aurora. Tanto el juego como dicho editor gozaron de notable éxito con una comunidad activa durante años, entre otras causas debido a la particularidad de que permitía la creación de mundos persistentes creados por la comunidad, así como variedad de mods y contenido de diseño propio; entre ellos destacó el llamado CEP (Community Expansión Pack). Este videojuego conoció una segunda parte, Neverwinter Nights 2, que trajo consigo un nuevo editor denominado Electron Toolset. En este caso se introdujeron mejoras de diseño, y mayor libertad de edición en los niveles, terreno, elementos y en la programación de todo tipo de condicionantes.

## Editores de niveles conocidos
- Valve Hammer Editor, aplicación de Valve para crear y editar niveles de juegos del motor Source.
- Doom Builder, aplicación creada por Pascal vd Heiden, para crear y editar niveles para juegos como Doom, Heretic, Hexen, Strife, etc.
- Age of Mythology editor.

## Set de construcción
En los primeros años de los videojuegos, algunos juegos venían con una utilidad llamada un "set de construcción". Este fue similar en muchos sentidos a un editor de niveles. Algunos juegos los usan para crear niveles extra, mientras que otros como el kit de construcción Shoot'Em-Up los utilizaron como un medio para crear un juego en lugar de ser un juego en sí mismo.